# Duke Goblin
Duke Goblin (ゴブリン公爵 Goburin Kōshaku) es un manga creado por Osamu Tezuka que empezó su serialización en 1985.

## Argumento
En la historia, un niño japonés llamado Chinki tiene un sueño en el que prevé el futuro. En el sueño ve que se ha encontrado un gigante de bronce de las ruinas de Angyang en China. Este Todaiki o "Demonio Gigante Faro " había sido construido por la dinastía Yin de China, la primera que  unificó  el país en 3000 años. Para ellos, el gigante era una deidad protectora que garantizaría  que China se mantuviera unida. Sin embargo, el gigante era en realidad un enorme robot de energía psicoquinética.
Chinki conoce a una chica llamada Aiai,  quien tiene el poder de activar a Todaiki, pero no sabe sobre él. Accidentalmente, su alma penetra en el gigante y le da poder. Contra la voluntad de Aiai, Todaiki crea un alboroto y destruye una ciudad antes de hundirse en el Río Amarillo. Después de ser testigo de todo esto, Chinki decide usar el poder de Todaiki a favor de su propia ambición. Dándose el nombre de "Duque Duende", trata de utilizar a Todaiki, impulsado por el alma atrapada de Aiai, para gobernar el mundo.
Sin embargo, intentan oponerse al “Duque Duende" el sacerdote budista Tenran y el estudiante Kanichi Tokugawa, que se siente atraído por Aiai.

## Publicación
Akita Shoten